# Stella octangula

Stella octangula

Merkawa – stella octangula – mistyczna bryła, zbudowana z przenikających się tetraedrtów – trójwymiarowy odpowiednik gwiazdy Dawida.

Stella octangula (gwiazda ośmioramienna, ośmiościan gwiaździsty, gwiazda z czworościanów) – wielościan gwiaździsty skonstruowany poprzez nałożenie na siebie dwóch przystających czworościanów foremnych lub stellację ośmiościanu foremnego. Jak każda stellacja, jest trójwymiarowym odpowiednikiem gwiazdy Dawida. Analogia jest w tym wypadku pogłębiona przez to, że tak jak gwiazda Dawida jest sumą dwóch trójkątów równobocznych symetrycznych względem wspólnego środka, stella octangula jest sumą dwóch czworościanów foremnych symetrycznych względem wspólnego środka. Można go sobie wyobrażać jako ośmiościan foremny z doklejonymi do jego ścian czworościanami foremnymi.
Posiada 36 krawędzi, 14 wierzchołków i 24 ściany będące trójkątami równobocznymi. W pewnym sensie spełnia kryteria wielościanu foremnego, z wyjątkiem wymogu wypukłości.
- Wzór na pole powierzchni

{\displaystyle S=24\cdot {\frac {a^{2}\ {\sqrt {3}}}{4}}=6\cdot {a^{2}\ {\sqrt {3}}}\approx 24\cdot 0{,}433\ a^{2},}
gdzie {\displaystyle a} oznacza długość krawędzi ściany tej bryły.
Polem całkowitym stella octangula jest suma 24 pól powierzchni trójkątów równobocznych, które stanowią czwartą część ściany jednego czworościanu foremnego stellonego.
- Wzór na objętość

{\displaystyle V=5\ a^{3}{\sqrt {2}}/6\approx 1{,}179\ a^{3}.}

## Odkrycie
Nazwa wielościanu pochodzi od Johannesa Keplera (w pracy z 1609 roku). Nie był on jednak jej pierwszym odkrywcą. Sto lat wcześniej opisał ją Luca Pacioli w dziele De divina proportione i nadał jej nazwę „octahedron elevatus”.